# 三浦知良
三浦知良（日语：／ Miura Kazuyoshi，1967年2月26日—），日本著名足球運動員，1993年度亞洲足球先生 。現時被日職球隊橫濱FC外借至日聯球隊鈴鹿體育會，亦是前日本國家足球隊成員。截至2023年，他是世界現役最老的職業足球員，亦擁有最高齡入球的健力士世界紀錄。

## 俱乐部生涯
1967年2月26日，三浦知良出生于日本静冈县静冈市。其父親是一名足球球迷。三浦知良的哥哥三浦泰年也曾是一名职业球员。
1973年，三浦知良进入静冈市城内小学学习，并同时进入了伯父纳谷义郎指导的城内FC。1979年三浦知良升入城内中学，三年后他又进入足球名校静冈学园，但只在那里待了大約七、八个月的时间。
1982年，15岁的三浦知良決定离开靜岡學園，加盟位于圣保罗摩卡地区的尤文图斯竞技的青年軍，挑戰遠在地球另一端的巴西。初到巴西的三浦知良身材矮小、身体单薄，虽有一定的脚下技术，但當時的球队教练并不看好三浦知良在巴西的发展。
1986年，三浦知良和桑托斯签下了自己人生的第一份职业合同。
1988年時转会到圣保罗州的Jaú队，並且在這裡生涯第一次取得联赛进球。
1989年時成为巴拉那州科里蒂巴的一员，并帮助科里蒂巴获得了了州联赛冠军。接著在隔年再次转会回到桑托斯，並且成为了主力。這讓三浦知良成為目前唯一一位在巴西的职业俱乐部球隊打上主力并获得成功的日本球員。
1990年三浦知良回到日本加盟读卖俱乐部。回到日本後，和北泽豪、拉莫斯·瑠伟、武田修宏、柱谷哲二等人大力帶動了日本足球的發展。
1993年，在先前的聯賽中達成二連霸的读卖FC更名為川崎绿茵，轉為征战新成立的日本甲組職業足球聯賽。三浦知良在联赛创立的第一个赛季中表现出色，同時夺得1993年日职联赛最有价值球员以及1993年亚洲足球先生的荣誉。
三浦知良在川崎綠茵效力期间，与日本国家队的成员拉莫斯·瑠伟、北泽豪等人成为队友，帮助球队连续四年赢下联赛冠军。四連霸分別是最后两届的日本足球联赛冠军，以及最初两届的日本甲組職業足球聯賽冠军。
1994年，三浦知良被租借到意甲球队热那亚足球俱乐部，成為第一个為意大利球会出場的日本球员。然而三浦知良在自己的意甲首秀中就与巴雷西相撞受伤，最终只在21次出场中收获1个进球。为热那亚短暂效力一个赛季后，因為租借期滿回到了川崎绿茵。
在1990-1998年的这段时间里，三浦知良一共在联赛中为川崎绿茵出场192次，攻入100球。1999年，受到日本泡沫經濟影响的读卖集团被三浦知良的一億日圓年薪所困扰，於是三浦知良決定再次留洋，前往克罗地亚踢球。
三浦知良与萨格勒布迪纳摩签订了一份为期两年的合同。但在合約期間表现不佳，和俱乐部提前结束了合同并返回日本。待在克羅埃西亞的這段期間，三浦知良为俱乐部出战12场联赛，没有取得进球。
在2005年加盟横滨FC前，三浦知良效力过两支球队。分別是京都不死鸟(1999-2000，联赛41场21球)和神户胜利船(2001-2005，联赛103场24球)。
2005年，三浦加盟了当时在日乙的横滨FC 。橫濱FC在三浦加盟的第二年便以日乙冠军身份成功升级至甲組。但是在升級日甲後，馬上便以聯賽墊底的4胜4平26负被降回乙組，此後很長一段時間都沒能再次取得升级资格。
2005年，三浦知良被横滨FC短期租借至悉尼FC，参加了澳职联赛以及2005年国际足联世界俱乐部冠军杯。他在悉尼FC的第二场比赛中打进两球，帮助球队以3比2战胜阿德莱德联。
2009年3月14日，在日乙联赛一場与熊本深红的比赛中，三浦知良打入一粒进球。三浦知良的這顆進球成功刷新了日职最年长进球球员纪录。
2016年6月19日，49岁3个月零22天的三浦知良再次在联赛中进球，再次刷新了自己保持的最年长进球球员纪录。
2017年1月11日，横滨FC正式宣布與三浦知良續約到2017年底。2017年2月26日，三浦知良年满50岁，成为了联赛首位50岁的职业足球员。同年3月12日在横滨FC對群馬溫泉的賽事中攻入一球，以1:0擊敗對手，創下最年長入球者的金氏世界紀錄。
2018年1月11日，横滨FC官方宣布與三浦知良续约一年。
2020年1月11日，橫濱FC官方宣布和身穿11号球衣的三浦知良续约一年。由於橫濱FC在2019年取得日乙亞軍並升級至甲組，這是三浦时隔13年后再次征戰日职。
2022年1月11日11点11分，JFL（日本第四级别联赛）球队铃鹿得分手官方宣布三浦知良从横滨FC租借加盟球队，他将在新赛季身披11号球衣。
2022年10月30日，三浦知良以55岁246天的年纪再次刷新日本联赛最年长进球纪录。
2023年，横滨FC官方宣布，队中55岁前锋三浦知良租借加盟葡萄牙足球甲级联赛俱乐部奥利维伦斯。

## 国家队生涯
三浦知良在1990年9月26日日本与孟加拉的1990年亚运会比赛上首次代表国家队出场。
自1990年从巴西回到日本开始，三浦知良就因为在联赛中出色的表现成为了日本国家队的主力成员。
1997年，日本继续征战世预赛以参加法国世界杯，期间三浦知良共为日本国家队打入14球，最终日本队历史第一次打入世界杯决赛圈。
2002年的世界杯由日本韩国共同主办，不过35岁的三浦知良再也没有为日本国家队出战的机会。从1990年到2000年，三浦知良为日本出场89次，攻入55球，这一数据在日本队史排名第二。
2012年，曾在巴西接受了五人制足球训练的三浦知良跟随日本国家队参加了于泰国进行的五人制足球世界杯。。

## 獎項

### 球队
松原足球俱樂部
- 南巴西錦標賽 : 1986

雷加塔斯
- 巴西阿拉戈斯州聯賽冠軍 : 1987

哥列迪巴
- 巴西巴拉那州聯賽冠軍 : 1989

川崎讀賣
- 日足聯冠军 : 1991、1992、1993
- J1聯賽冠軍 : 1993、1994
- 天皇杯冠軍 : 1996
- 日本联赛杯冠軍 : 1992、1993、1994
- 日足聯杯冠軍 : 1991
- 日本超級盃冠軍 : 1994、1995

薩格勒布迪納摩
- 克羅埃西亞足球甲級聯賽冠軍 : 1998-99

橫濱FC
- J2聯賽冠軍 : 2006

### 國家隊
日本
- 亚洲杯冠軍 : 1992
- 非亞國家盃冠軍 : 1993

### 个人
- 日本职业足球联赛最有价值球员：1992、1993
- 日本联赛杯最有价值球员：1992
- 亚洲杯最有价值球员：1992
- 亚洲足球先生：1993
- 日职联赛最佳阵容：1993、1995、1996
- 日职联赛最佳射手：1996

## 個人生活
三浦知良的父亲是纳谷宣雄，在三浦知良四岁时与其母亲三浦由子离婚。三浦知良与兄长三浦泰年一同由母亲抚养，并改随母姓三浦。妻子是女藝人設樂理佐子，長子三浦獠太是演員、次子三浦孝太是著名格鬥賽選手。